# Bagatell bűncselekmények
A bagatell bűncselekmények olyan csekély jelentőségű cselekmények, amelyekhez mégis társadalmi rosszallás kapcsolódik. Az ilyen bűncselekmények elkövetőivel szemben a bíróság gyakran figyelmeztetést alkalmaz. E csoport bűncselekményeit a cselekmény súlya kapcsolja egybe, és nem a veszélyeztetett jogi tárgy.  
Az ilyen csekély súlyú cselekmények gyakran a szabálysértési jog és a büntetőjog határán helyezkednek el – egy részüket nem is bűncselekménynek, hanem szabálysértésnek nevezik. 
Előfordul, hogy az egész  szabálysértési jogot „bagatell” büntetőjognak titulálják. A 38/2012. (XI. 14.) AB határozatban az Alkotmánybíróság kimondta, hogy hogy a szabálysértési jog nem más, mint kis vagy bagatell büntetőjog. Ezzel lényegében a Csemegi-kódexszel létrehozott úgynevezett trichotóm büntetőjogi rendszer állt vissza azzal, hogy a szabálysértési törvény a trichotóm büntetőjogi rendszer harmadik, egyben legenyhébb szintjévé vált.
A gyakorlatban nem könnyű feladat az azonos mértékű felelősségre vonás feltételeinek kimunkálása és alkalmazása – a szabálysértésnek minősülő cselekmény elkövetője rosszabbul járhat, mint ha cselekménye bagatell bűncselekménynek minősülne és a bíróság őt pl. csak figyelmeztetésben részesítené. 

## A bagatell cselekmények kezelése
Az új Büntető Törvénykönyv a bagatell bűncselekmények kezelését az alapelvek között rögzíti, tekintettel a bagatell bűnözés arányára az összbűnözésen belül.
Az adott cselekményhez kapcsolódó  társadalmi rosszallást ezen alapelv szerint  a büntető igazságszolgáltatás során az eljáró hatóságnak az elkövetővel szemben ki kell fejeznie, még akkor is, ha az elkövető cselekménye vagy személyi körülményei büntetés vagy intézkedés alkalmazását nem indokolják.

## Kritikák
„…a csekélyebb súlyú cselekményekhez (szabálysértések) súlyosabb kényszerintézkedés járul, minimalizált eljárási garanciákkal, ami nem indokolható, amennyiben a szabálysértési jog kriminális jellege a szabályozást a bagatell büntetőjog felé tolja el, különösen, ha a
szabálysértés és a bűncselekmény »differentia specifica«-jának a mennyiségi szemlélet alapján a csekély fokú társadalomra veszélyességet tekintjük.”
Tóth Mihály hívta fel a figyelmet arra,  hogy a társadalomra veszélyességet nem egyszerű feladat „temetni”, hiszen sem a büntethetőséget kizáró okok rendszerének áttekintése, sem a „jogellenesség” konkrét fogalmának egyes tényállásokba emelése eddig nem volt képes megoldani a tényállásszerű ám nyilvánvalóan teljesen veszélytelen – gyakorlatilag semmiféle káros következménnyel nem járó – magatartások kezelését.